# Sédition Nika
La sédition Nika est un soulèvement populaire à Constantinople qui fait vaciller le trône de l'empereur Justinien en 532. Bien que nous disposions des témoignages capitaux de Jean Malalas, de Procope de Césarée, du Chronicon Paschale et de Théophane le Confesseur, de nombreuses zones d'ombres subsistent quant au déroulement de cet événement majeur. En grec, Nika peut signifier « victoire », « Sois vainqueur » ou « Remportons la Victoire » à cause de son cri de ralliement.            

## Les causes de la révolte
Les causes de cette révolte sont multiples et en partie incertaines. Elle est sûrement provoquée par l’aristocratie de la capitale, globalement hostile à un empereur issu d’un milieu modeste, d’autant que sa femme, l’impératrice Théodora, vient du milieu du spectacle, particulièrement méprisé à l'époque. Procope de Césarée va jusqu'à affirmer qu'elle se serait prostituée mais rien n'accrédite cette idée, le milieu du théâtre dans lequel elle a baigné étant souvent considéré au même niveau que la prostitution pour l'élite byzantine. En outre, la politique fiscale de l’empereur, particulièrement lourde, contribue à la grogne croissante et est jugée responsable de la sédition par Procope de Césarée, Jean le Lydien ou Zacharie le Rhéteur. Toutefois, les mesures incriminées par ces chroniqueurs semblent parfois postérieures à la révolte. Enfin, le rôle des factions ou des dèmes est incontournable. Ceux-ci sont des éléments centraux de la vie urbaine des débuts de l’Empire byzantin. Ils désignent les équipes concourant lors des courses de chars, les événements sportifs les plus populaires de l’époque. Au nombre de quatre (les bleus, les rouges, les blancs et les verts), ils ont chacun un attelage mais deux couleurs dominent : les bleus et les verts. En outre, ces dèmes sont aussi le reflet des rivalités socio-économiques entre les différentes catégories des populations urbaines. En ce sens, leur opposition, qui prend souvent des tournures violentes, n’est pas uniquement sportive et ils sont parfois à l’origine d’émeutes, à Constantinople ou ailleurs. Plus encore, les empereurs prennent souvent le parti de soutenir l’un ou l’autre de ces dèmes, jugé plus proche de la politique qu’ils mènent. Dans le cas de Justinien, il semble que ce sont les bleus qui sont privilégiés alors que les excès des verts sont souvent durement réprimés.

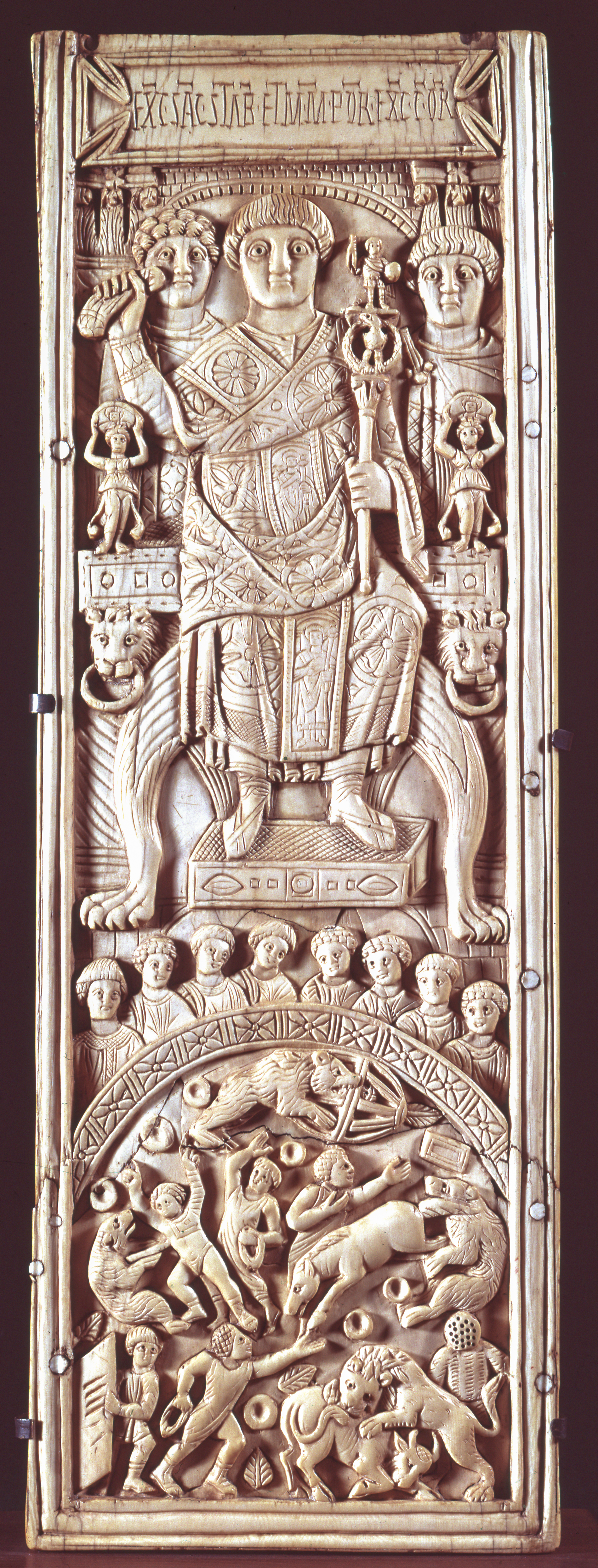
Le consul Areobindus présidant les jeux sur l'hippodrome, Constantinople, 506, ivoire.

## L'éclatement de la révolte
C'est à l'occasion des courses annuelles du mois de janvier que la révolte éclate. Le déroulement exact des événements n'est pas précisément connu car les chroniqueurs divergent entre eux. Dès le début de la semaine de courses hippiques, les verts font preuve de leur mécontentement au travers des doléances qu'ils présentent à l'empereur. Celui-ci reste insensible à leurs demandes et les verts quittent l'hippodrome en signe de protestation. Toutefois, ces tensions restent relativement classiques dans la vie urbaine de Constantinople. Le tournant intervient le 1er janvier quand l'administration municipale se saisit de trois membres des factions, accusés de troubles à l'ordre public. Deux sont des verts mais l'un d'eux est un bleu, et tous les trois sont condamnés à la pendaison. Toutefois, l'exécution de deux d'entre eux (un des verts et le bleu) échoue car la corde cède à deux reprises. La foule, déjà mécontente de ces sentences, prend fait et cause pour les deux miraculés et décide de les soutenir. Ils parviennent à se réfugier dans l'église Saint-Conon située à proximité mais le préfet de Constantinople envoie des soldats les récupérer. Il n'en faut pas plus pour que la foule se mette en travers et tue les soldats. Dès lors, une alliance de fait unit les bleus et les verts contre un pouvoir impérial perçu comme excessivement répressif.
Le 13 janvier, les courses hippiques continuent à l'hippodrome mais les factions décident d'exprimer leur colère. Dans un premier temps, elles demandent que les deux condamnés soient graciés, sans obtenir satisfaction. Finalement, à la vingt-deuxième course de la journée, ils commencent à crier « Nika » (« Sois vainqueur » ou « Remportons la victoire »), le terme qui donne son nom à la sédition. Leur action n'a alors rien de politique et ne cherche pas expressément à renverser l'empereur mais la situation dégénère très vite. La manifestation se transforme en émeute quand des individus déclenchent des incendies dans la ville, notamment sur le forum de Constantin. Les flammes se répandent rapidement à travers différents quartiers. Justinien tente de réagir en offrant une nouvelle journée de courses mais cette concession ne suffit pas à calmer les émeutiers qui incendient les bains de Zeuxippe ou encore le palais du préfet. C'est le centre même de la ville, à proximité directe du palais impérial, qui est le théâtre de cette révolte. Les bleus et les verts dirigent leur colère vers des membres honnis du gouvernement comme Eudémon, le préfet de Constantinople, Jean de Cappadoce ou le juriste Tribonien. Justinien envoie plusieurs émissaires (Constantiolus, Mundus et Basilidès) pour recueillir les exigences des émeutiers. Quand il en prend connaissance, il accepte de congédier les personnalités visées et les remplace par les mêmes émissaires. Cependant, cette concession ne parvient pas, là encore, à rétablir le calme dans la ville.

### De la révolte à la révolution

Le quartier du Palais impérial, haut lieu de la contestation lors de la sédition Nika.

Le 15 janvier, Justinien est littéralement encerclé au sein du Palais impérial, dans une situation des plus précaires. Il fait appel au général Bélisaire afin qu'il envoie des troupes pour briser le cercle des émeutiers. Toutefois, leur attaque intervient alors même qu'un groupe de prêtres agit comme médiateur. Or, les forces impériales les bousculent violemment et suscitent la colère de la foule. Bientôt, les soldats doivent battre en retraite alors que la violence des émeutiers redouble d'intensité. Les incendies reprennent, atteignant l'église Sainte-Sophie et la place de l'Augusteon. Des pilleurs profitent de la situation et un véritable climat d'anarchie règne dans les rues. Selon Jean le Lydien, « La ville n'était plus qu'un amas de collines noirâtres, comme à Lipari ou au Vésuve. Elle était pleine de fumée et de cendres ; l'odeur de brûlé répandue partout la rendait inhabitable, et sa vue inspirait au spectateur une terreur mêlée de pitié ».
Justinien est dans une position critique alors qu'il n'est plus entouré que d'une poignée de fidèles. Pour reprendre la main, il doit faire appel aux forces situées à proximité de Constantinople, notamment les garnisons de l'Hebdomon à moins de trente kilomètres de la capitale impériale. Elles arrivent sur place le 17 janvier et commencent à mater les factieux, sans parvenir à rejoindre le Palais impérial. En outre, il demande aux deux neveux d'Anastase, Hypatios et Pompée, de rentrer chez eux. Ceux-ci représentent des candidats potentiels au trône impérial et Justinien espère probablement les éloigner du Palais impérial où ils pourraient fomenter un coup d'État. Entre-temps, l'empereur se présente à l'hippodrome où il promet l'amnistie aux émeutiers et assure prendre l'entière responsabilité des événements survenus depuis le début de la sédition. Une nouvelle fois, il ne parvient pas à convaincre de sa bonne foi et subit les huées de la foule.
Le 18 janvier, alors qu'Hypatios se dirige chez lui, il est rapidement intercepté par les rebelles. Ceux-ci veulent désormais renverser l'empereur et recherchent un prétendant au trône impérial. Or, Hypatios jouit de sa parenté avec Anastase et de son expérience militaire qui en font un candidat crédible. Il est difficile de savoir si Hypatios accepte de son plein gré de prendre la tête de ce soulèvement politique mais Procope de Césarée assure qu'il saisit cette occasion pour mettre en œuvre de vieilles ambitions. Quoi qu'il en soit, il est proclamé empereur sur le forum de Constantin. Les rebelles se divisent ensuite sur la marche à suivre. Certains veulent se rendre au Palais impérial pour déposer Justinien mais d'autres conseillent la prudence et comptent sur un dénouement pacifique, espérant que Justinien se rendra à l'évidence et cédera son trône. Hypatios désire agir rapidement et prend parti pour la première solution. Il se rend alors à l'hippodrome où il s'assied sur le siège impérial. Or, un passage direct existe entre l'hippodrome et le Palais impérial. Il s'agit donc d'une première étape avant une prise effective du pouvoir.

### Justinien: de la fuite à la victoire
Au Palais impérial, Justinien est confronté à un dilemme. Il sait que le cours des événements lui est profondément défavorable et il craint à tout moment que des éléments du Palais impérial ne se détournent de lui, jugeant cette cause désespérée. Il semble d'ailleurs que les gardes du palais soient plutôt favorables à la rébellion. Toutefois, il conserve encore le contrôle sur la plupart des troupes impériales, notamment celles de Bélisaire tandis que des renforts peuvent encore venir à Constantinople. Face à ce choix qui doit déterminer la suite de son règne, Justinien semble un temps opter pour la fuite. Il rassemble son trésor sur un dromon qui s'apprête à appareiller, probablement pour Héraclée de Thrace. Il ne s'agit pas nécessairement d'un abandon du pouvoir car Justinien espère sûrement recevoir le soutien des troupes situées à l'extérieur de Constantinople. Cependant, une telle fuite constituerait un constat d'échec à même de fragiliser fortement la légitimité de Justinien. Selon de nombreux récits des événements, souvent repris par les historiens modernes, c'est là qu'intervient l'impératrice Théodora dont l'influence sur son mari est importante (quoique parfois exagérée).
Dans Les Guerres de Justinien, Procope de Césarée rapporte le discours de Théodora, dans lequel elle blâme toute idée de fuite, car cela signifierait abandonner toute légitimité à siéger sur le trône impérial et une honte éternelle :

« Mes Seigneurs, la situation actuelle est trop grave pour que nous suivions cette convention qui veut qu’une femme ne parle pas pendant un conseil d’hommes. Ceux dont les intérêts sont menacés par un danger d’une extrême gravité ne devraient penser qu’à se tenir à la ligne de conduite la plus sage et non aux conventions. Quand il ne resterait d’autre moyen de salut que la fuite, je ne voudrais pas fuir. Ne sommes-nous pas tous voués à la mort dès notre naissance ? Ceux qui ont porté la couronne ne doivent pas survivre à sa perte. Je prie Dieu qu’on ne me voie pas un seul jour sans la pourpre. Que la lumière s’éteigne pour moi lorsqu’on cessera de me saluer du nom d’impératrice ! Toi, autokrator [en désignant l’Empereur], si tu veux fuir, tu as des trésors, le vaisseau est prêt et la mer est libre. Mais crains que l’amour de la vie ne t’expose à un exil misérable et à une mort honteuse. Moi, elle me plaît, cette antique parole : que la pourpre est un beau linceul ! »

Il est difficile de savoir si ce discours a réellement été prononcé par Théodora ou s'il s'agit d'un embellissement de l'histoire par Procope de Césarée. La dernière phrase, la plus célèbre, est une référence à Denys de Syracuse. Selon Pierre Maraval, il s'agirait d'un effet de style de Procope de Césarée qui n'était pas présent sur les lieux. Il reprend largement la thèse d'Averil Cameron dans son étude sur Procope de Césarée. En revanche, Georges Tate estime que cette intervention pourrait être authentique, s'appuyant sur le fait que Justinien pensait effectivement à la fuite et qu'il fallait l'action d'une personne susceptible de l'influencer pour l'en dissuader. Quoi qu'il en soit, le choix de rester est primordial car la possession de Constantinople est essentielle pour tout candidat à la pourpre impériale, tant le pouvoir est associé à la cité impériale.
En outre, sur le terrain, les événements basculent dans un sens favorable à l'empereur. Bélisaire rassemble ses troupes alors que Narsès, un autre général, rallie à la cause impériale les bleus, en leur offrant des cadeaux et en leur rappelant le soutien de l'empereur à leur endroit. Alors que la puissance de la sédition reposait sur l'union des deux factions, elle est désormais divisée. Bélisaire et Mundus peuvent encercler l'hippodrome, dans lequel sont massés les rebelles autour d'Hypatios. Mundus pénètre dans ce lieu par la porte kokhleias et Bélisaire par la porte des morts, située en face. D'autres généraux comme Basilidès interviennent aussi et les troupes loyalistes prennent rapidement le dessus dans cet espace plus facilement contrôlable que le dédale des rues constantinopolitaines. Bientôt, l'intervention tourne au massacre des rebelles. Le nombre des victimes est très important, souvent exagéré par les auteurs de l'époque mais il pourrait s'être élevé à 30 000 morts, dans tout l'empire d'Orient, et aux suites de nombreux procès de notables et militaires, qui seront exécutés pour le motif de haute trahison. Hypatios est capturé et amené devant l'empereur. Il tente de le convaincre qu'il a été couronné de force et qu'il espérait livrer les rebelles aux soldats de Justinien en les rassemblant dans l'hippodrome. Toutefois, Justinien ne lui accorde aucun crédit et le fait exécuter le lendemain. Pompée subit semble-t-il le même sort, bien que sa participation aux émeutes ne soit pas évidente. Probus, un autre neveu d'Anastase qui avait fui la ville lors de la révolte, est exilé quelque temps, mais il est finalement réhabilité et ses biens lui sont rendus.

## Sources
- Georges Tate, Justinien : l’épopée de l’Empire d’Orient (527-565), Paris, Fayard, 2004, 918 p. (ISBN 978-2-213-61516-5).
- Pierre Maraval, Justinien, le rêve d'un empire chrétien universel, Paris, Tallandier, 2016, 427 p. (ISBN 979-10-210-1642-2).

### Bandes dessinées
- Maxence - La Sédition Nika, de Romain Sardou et Carlos Rafael Duarte, Le Lombard, 2014.